# Targa Florio

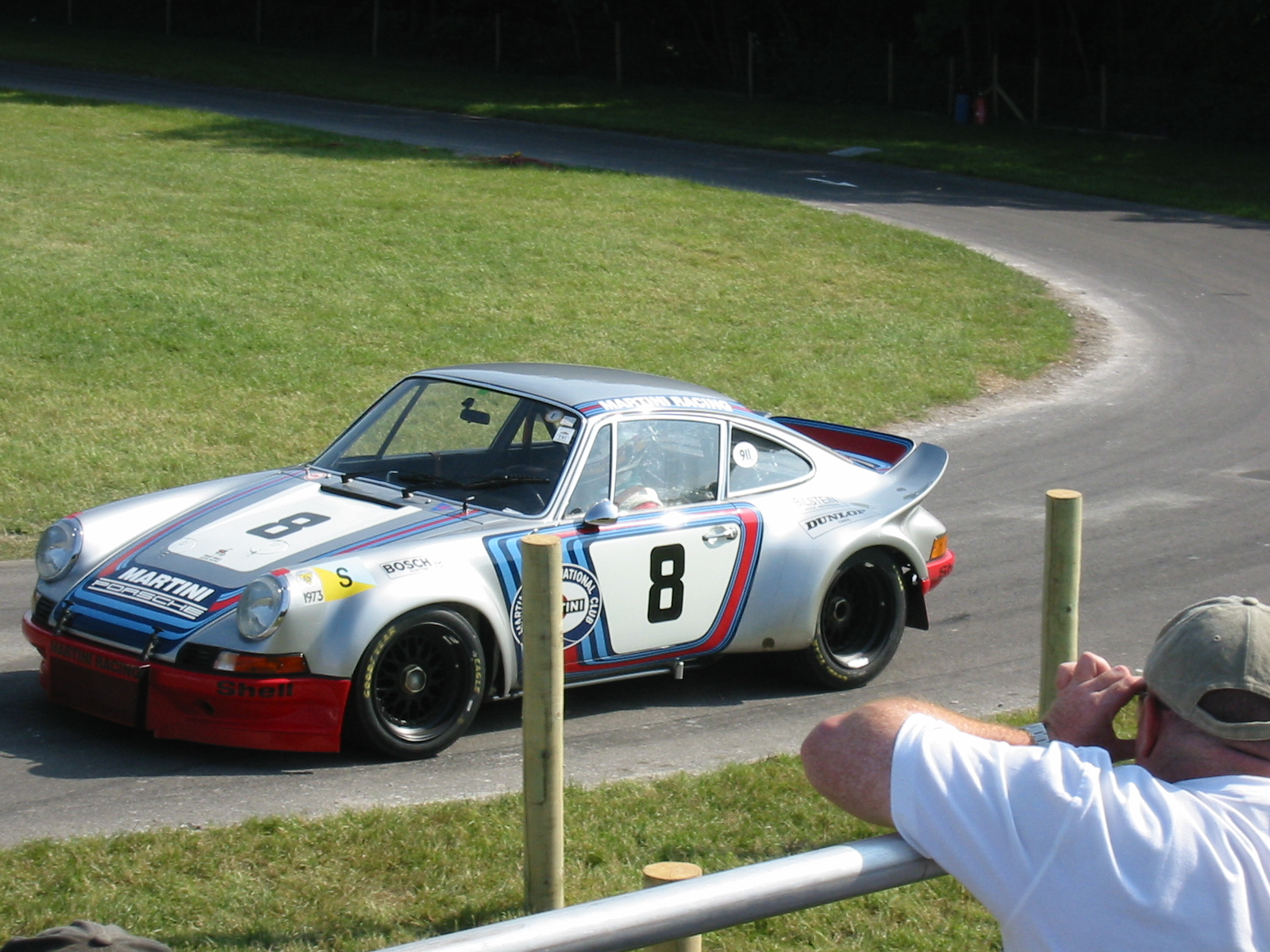
Porsche 911 Carrera RSR, переможець 1973 року

Targa Florio — перегони спортивних автомобілів, яка проводилася дорогами загального користування, неподалік від Палермо на Сицилії.

## Історія перегонів
Легендарні перегони булли започатковані 6 травня 1906 року. Ці перегони були найстарішими серед автомобілів спорт-прототипів, поки її не скасували 1977 року, причиною була недостатня безпека.перегонів. В різні роки конфігурація траси мінялася, навіть виходила із сицилійських гір Мадони, або проходила міським парком Палермо. Та нарешті 1951 року вона назавжди повернулася на 72-кілометрову ділянку Circuito Piccolo.Довжина перегонів в різний час становила від 8 до 13 кіл.
Перегони Targa Florio також входили до світового чемпіонату на витривалість World Sportscar Championship (WSC)з 1955 до 1973 року. І в 2012 році під егідою FIA розпочнеться новий світовий чемпіонат на витривалість — FIA World Endurance Championship, в який входитимуть по дві траси з Європи (плюс Ле Ман), Америки і Азії.
Вінченцо Флоріо — людина, яка організувала великі перегони на Сицилії. А все могло б бути інакше: Вінченцо — син багатого батька — сицилійського бізнесмена, який міг прожити життя звичайного багатенького хлопчика на сонячному острові. Але на рубежі століть, молодий і багатий Вінченцо, який просто закоханий в автомобілі і автоспорт, організовує в 1906 році у віці 23-х років свою власну гонку, після чого присвятив своє життя цим перегонам до самої смерті у 1959 році. Він сам влаштовував кожну гонку на острові, а за перемогу в якій вручалася знаменита Targa Florio — «табличка Флоріо».
Довжина дистанції перших перегонів Флоріо становили 466 кілометрів звивистими гірськими дорогами біля Палермо.
Targa Florio пережила дві світових війни і свого засновника, а також і всі схожі рівнинні світові перегони. Адже Трансамериканська Carrera Panamericana була заборонена в 1954 році, а Mille Miglia — 1957 року. І головна причина відходу легендарних перегонів — безпека. І все. Це не обминуло і Острів — пілоти згадували, як глядачі вистрибували на трасу перед автомобілем, в останній момент відстрибуючи від спорткара.
В 1977 році, після заборони, на трасі проводився лише етап італійського чемпіонату спорт-прототипів, світова серія покинула трасу 1973.На першому колі відкритий спортпрототип Osella PA4-BMW Габріеля Чіюти зачепив стіну і втратив заднє оперення. На другому колі Чіюти зміг проїхати без антикрила, а в кінці третього на останньому повороті його прототип втрачає керування і влітає в натовп глядачів, як наслідок двоє осіб загинули, п'ять поранених, включаючи пілота, який попав в кому. Тільки на 5-му колі із 8-ми запланованих поліція назавжди зупиняє гонку.

## Статистика результатів перегонів
| №  | Виробник            | 1-ше місце | 2-ге місце | 3-тє місце | Найшвидше коло |
| -- | ------------------- | ---------- | ---------- | ---------- | -------------- |
| 1  | Porsche             | 11         | 9          | 12         | 8              |
| 2  | Alfa Romeo          | 10         | 13         | 7          | 10             |
| 3  | Ferrari             | 7          | 6          | 4          | 7              |
| 4  | Lancia              | 5          | 7          | 5          | 4              |
| 5  | Bugatti             | 5          | 4          | 5          | 6              |
| 6  | Maserati            | 4          | 6          | 9          | 4              |
| 7  | Mercedes-Benz       | 3          | 2          | 1          | 4              |
| 8  | SCAT                | 3          | 0          | 0          | 0              |
| 9  | Fiat                | 2          | 3          | 3          | 2              |
| 10 | Nazzaro             | 2          | 0          | 0          | 0              |
| 11 | Itala               | 1          | 2          | 1          | 1              |
| 12 | Osella              | 1          | 1          | 1          | 2              |
| 13 | Peugeot             | 1          | 1          | 1          | 1              |
| 14 | Chevron             | 1          | 1          | 0          | 0              |
| 15 | SPA                 | 1          | 0          | 1          | 1              |
| 16 | Franco              | 1          | 0          | 0          | 1              |
| 17 | Isotta Fraschini    | 1          | 0          | 0          | 0              |
| 17 | Frazer-Nash         | 1          | 0          | 0          | 0              |
| 19 | Ballot              | 0          | 1          | 1          | 0              |
| 19 | Cisitalia           | 0          | 1          | 1          | 0              |
| 19 | De Vecchi           | 0          | 1          | 1          | 0              |
| 22 | Osca                | 0          | 1          | 0          | 1              |
| 23 | Aquila Italiana     | 0          | 1          | 0          | 0              |
| 23 | Sigma               | 0          | 1          | 0          | 0              |
| 25 | Lola                | 0          | 0          | 1          | 1              |
| 26 | Abarth              | 0          | 0          | 1          | 0              |
| 26 | Alfa-Maserati-Prete | 0          | 0          | 1          | 0              |
| 26 | Berliet             | 0          | 0          | 1          | 0              |
| 26 | Darracq             | 0          | 0          | 1          | 0              |
| 26 | Diatto              | 0          | 0          | 1          | 0              |
| 26 | Steyr               | 0          | 0          | 1          | 0              |
| 32 | Aston Martin        | 0          | 0          | 0          | 1              |